# Lách tách họng vàng
Lách tách họng vàng, tên khoa học Schoeniparus cinereus, là một loài chim trong họ Leiothrichidae. Loài này phân bố ở Bangladesh, Bhutan, Trung Quốc, Ấn Độ, Lào, Myanmar, Nepal, và Việt Nam. Môi trường sống tự nhiên của nó là các khu rừng trên núi ẩm nhiệt đới và cận nhiệt đới.